# 朝ぼらけの紅色は未だ君のうちに壊れずにいる
朝ぼらけの紅色は未だ君のうちに壊れずにいる（あさぼらけのあかいろはいまだきみのうちにこわれずにいる）は日本の女性アイドルグループである。略称は「アサキミ」。
コンセプトは「よまれよむアイドル」。
小説「朝ぼらけの紅色は未だ君のうちに壊れずにいる」同時連載。
オリジナル文芸誌「あじろぎ」連載中。

## 概要
- 2019年7月オーディション
- 2019年12月結成
- 2020年1月13日にデビュー
- 2020年7月23日解散
- アーティスト写真のグループロゴはさのさくら、衣装制作を土屋リサ、背景制作と編集をMoKaOが担当した

## メンバー
| 名前                      | 誕生日   | 個人Twitter    | 個人Instagram |
| ------------------------- | -------- | -------------- | ------------- |
| 冰 こおり                 | 9月17日  | @kori_asakimi  | c_olllii      |
| 琳棠 れな りんどう れな   | 9月10日  | @rena_asakimi  | rena_asakimi  |
| 大江 陽菜 おおえ ひな     | 10月21日 | @hina_asakimi  | void_me_222   |
| 真城 奈央子 ましろ なおこ | 7月24日  | @naoko_asakimi | mashironaoko  |
| 星染 朔 ほしぞめ さく     | 12月27日 | @saku_asakimi  | osaku21       |

### 旧メンバー
| 名前      | 誕生日  | 活動期間           |
| --------- | ------- | ------------------ |
| 華乃 かの | 11月3日 | 結成-2020年2月25日 |

## 作品

### オリジナル曲
| タイトル     | 作詞  | 作曲                         | 編曲                   | ミキシング        | 公式動画リンク                                   | 公式楽曲リンク            |
| ------------ | ----- | ---------------------------- | ---------------------- | ----------------- | ------------------------------------------------ | ------------------------- |
| 十三月の朝   | asako | hugo                         | hugo コレナガ タクロウ | コレナガ タクロウ | 十三月の朝 / The Morning of 13th Month - YouTube | 十三月の朝 - SoundCloud   |
| 真っ白な施設 | asako | 岡田ケイスケ                 | 岡田ケイスケ           | Tetsu Araki       | 真っ白な施設 / A Whole Blank Institute - YouTube | 真っ白な施設 - SoundCloud |
| 落下、ような | asako | Kei Toriki                   | Kei Toriki             | Tetsu Araki       | 落下、ような / As It Falls, - YouTube            | 落下、ような - SoundCloud |
| オーブン     | asako | かわむら（ポップしなないで） |                        |                   |                                                  |                           |

### カバー曲
| タイトル                   | アーティスト | オリジナル曲へのリンク                                     |
| -------------------------- | ------------ | ---------------------------------------------------------- |
| もう一回君に好きと言えない | monogatari   | 「もう一回君に好きと言えない」(MV) ／ monogatari - YouTube |

## 略歴

### 2019年
- 7月-オーディション開始
- 12月8日-アーティスト写真、プロモーションノベルが公開され、各メンバーのTwitterアカウントが解禁された。同時に2020年1月13日にデビューライブが行われることが発表
- 12月14,15日-メンバー6人で合宿
- 12月20日-伊波真人を招いて「はじめての歌会」が行われ、短歌に初挑戦
- 12月25日-SHOWROOMにて「はじめての生配信」が行われた

### 2020年
- 1月1日-「十三月の朝」のMVが公開。MV中の歌詞の英訳はメンバーの真城奈央子が担当
- 1月9日-「真っ白な施設」公開
- 1月10日-「落下、ような」公開
- 1月11日-文芸誌『あじろぎ』公開
- 1月13日-デビューライブ「初夢」がaube shibuyaにて昼夜二部制で開催
- 1月18日-初の対バンイベント「IDOL CONTENT EXPO」が秋葉原ゼストにて開催
- 2月2日-星染朔が「第7回日本制服アワード 授賞式＆最新制服ファッションショー2020」に出演
- 2月16日-サブスクにて楽曲配信を発表[1]。デビュー楽曲3曲が公開
- 2月25日-華乃が脱退[2]
- 3月9日-真城奈央子がYouTubeチャンネル「東大アイドルましろなおこ」を開設。1本目の動画を公開
- 3月21日-オリジナル楽曲「オーブン」をDESEOminiにて発表
- 4月19日-星染朔がYouTubeチャンネル「星染 朔-アサキミ-」を開設。1本目の動画を公開
- 4月20日-大江陽菜がデビュー前から動画を公開していたYouTubeチャンネル「大江陽菜チャンネル」を発表
- 4月24日-冰がYouTubeチャンネル「冰」を開設。1本目の動画を公開
- 5月1日-「オンライン歌会」を開催。石橋哲也がMCを務めた。
- 5月23日-「オンライン歌会 Vol.2」を開催。
- 5月24日-オンライン読書会に挑戦する企画「よまれよみにいく」を開始。大江陽菜がのんびり徒然読書会に参加。
- 7月14日‐同月23日のラストライブ「朝日は遠くて優しい」をもって解散することを発表
- 7月23日DESEOminiにて「朝日は遠くて優しい」をもって解散